# Suvi Teräsniska

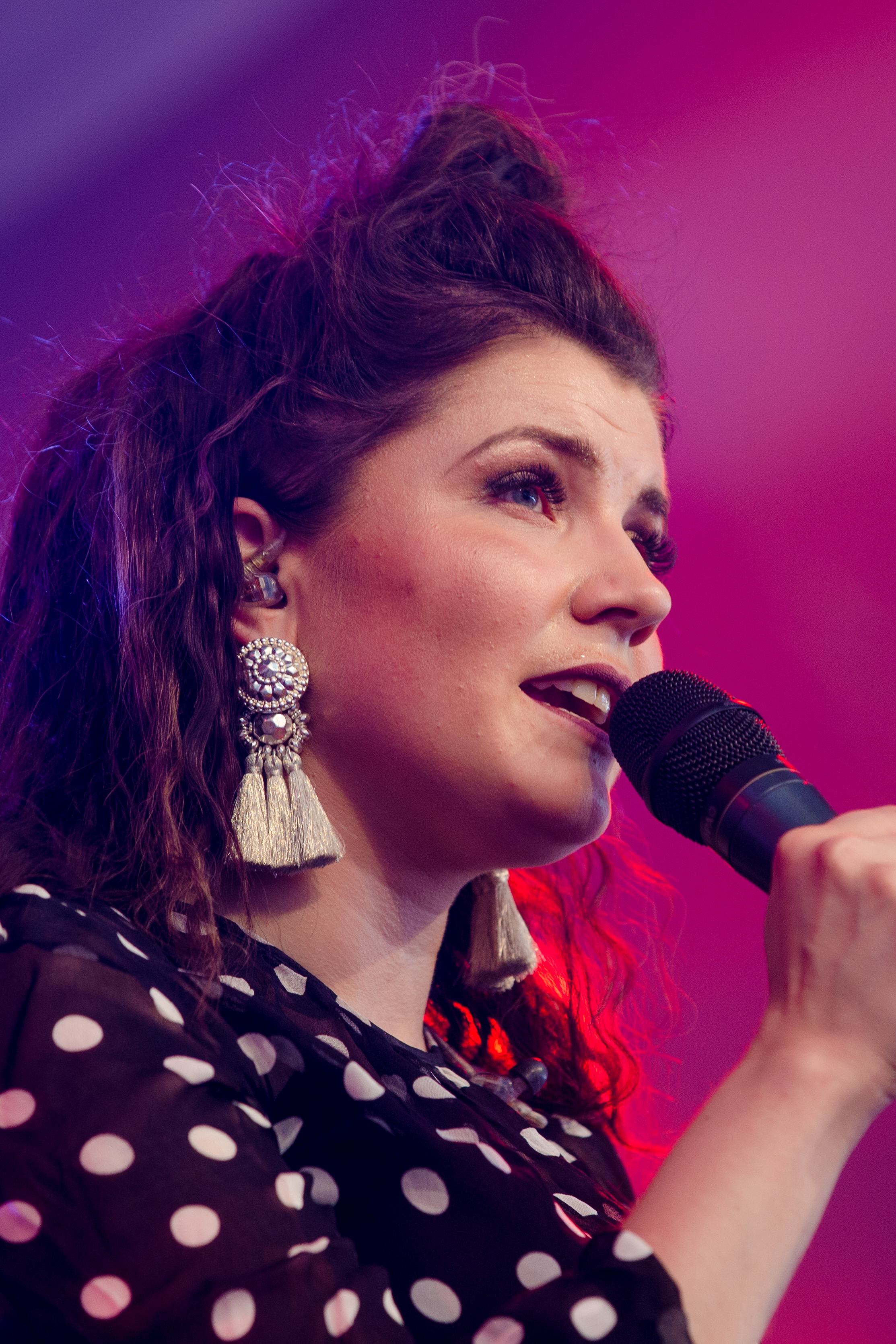
Suvi Teräsniska (2018)

Suvi Pirjo Sofia Teräsniska (* 10. April 1989 in Kolari) ist eine finnische Pop-Sängerin. Zu ihren bekanntesten Liedern zählen u. a. Hento kuiskaus (finn. „Leises Flüstern“) und Jos menet pois (finn. „Wenn Du weggehst“). Sie nahm bisher 12 Alben auf, darunter ein Weihnachtsalbum, ihre ersten 7 Alben erreichten alle mindestens Platinstatus. Iinsgesamt wurden bis Ende 2011 fast 150.000 Einheiten verkauft. Die Lieder stammen u. a. von Jussi Rasinkangas, Toni Nygård, Petri Somer, Lasse Wikman, Jonne Aaron oder Saija Aartela.

## Leben und Karriere
Suvi Teräsniska wurde in Kolari geboren, zog jedoch mit sieben Jahren nach Oulu. In ihrer Kindheit sang sie im Chor Musarit mit. Im Herbst 2005 wurde der Komponist Jussi Rasinkangas auf sie aufmerksam und bot ihr an, ein Demo aufzunehmen. Die Aufnahme wurde an mehrere Plattenfirmen verschickt. Die Helsinki Music Company bekundete Interesse und gab im Spätherbst bekannt, Teräsniskas erste Single veröffentlichen zu wollen. Im Jahr 2006 nahm Teräsniska Kontakt zu Olli Lindholm auf, dem Frontmann der Band Yö, und bot an, als Background-Sängerin für die Band zu singen. Lindholm stimmte zu. Die erste Single Sanoja vaan wurde im Juni 2007 veröffentlicht, bereits im selben Jahr erschienen auch zwei weitere, Valkoinen valhe und Hei mummo.
Das erste Album Särkyneiden sydänten tie wurde 2008 veröffentlicht. Von diesem Album erschienen zwei Singles, Hento kuiskaus und das Titellied Särkyneiden sydänten tie. Hento kuiskaus erlangte den elften Platz in den Single-Charts und wurde ihre einzige Gold-Single. Das Album kam ebenfalls auf Position 11 und erreichte Platin.
Im Jahre 2009 erschien das Weihnachtsalbum Tulkoon joulu und die Single Kylmät enkelit. Im Frühjahr 2009 schrieb sich Suvi Teräsniska beim Leevi Madetoja-Musikgymnasium in Tampere ein und zog dorthin. Im selben Jahr gewann sie den Wettbewerb für den besten Nachwuchs-Schlagersänger des Radiosenders Iskelmä.
Das dritte Album Rakkaus päällemme sataa erschien 2010, die erste Single daraus war Jos menet pois. Das Album erreichte den zweiten Platz der finnischen Charts und wurde mit Doppel-Platin ausgezeichnet. 2010 zog die Sängerin zurück nach Oulu.
Im selben Jahr nahm sie am Chor-Wettbewerb Kuorosota des TV-Kanals Nelonen als Leiterin des Chors aus Oulu teil. Der Chor setzte sich im Finale gegen den Chor aus Pihtipudas durch. Das Preisgeld von 40.000 Euro wurde der Kinderkrebsabteilung des Universitätsklinikums von Oulu gespendet.
Im Februar 2011 gewann Suvi Teräsniska den finnischen Schlagerwettbewerb in den Kategorien beste weibliche Künstlerin, bestes Album und bester Entertainer.

## Persönliches
Die Sängerin ist seit Sommer 2014 mit Simo Aalto verheiratet, der in ihrer Band für Licht und Ton verantwortlich ist. Die Ehe wurde in der alten Kirche von Kolari geschlossen. Das Paar lebt in Oulu.

## Suvi Teräsniskas Band
- Suvi Teräsniska: Gesang
- Matti Riekki: Tasteninstrumente und Gesang
- Mikko Leinonen: Schlagzeug und Gesang
- Vesa Karhula: Gitarre (seit 2012)
- Jouko Isokangas: Bass und Gesang
- Jani Salomaa: Toningenieur
- Simo Aalto: Ton und Licht

### Ehemalige Mitglieder
- Juho Huuska: Gitarre und Gesang (bis 2012)

## Diskografie

### Alben
| Jahr | Titel                               | Höchstplatzierung, Gesamtwochen, AuszeichnungChartsChartplatzierungen (Jahr, Titel, Platzierungen, Wochen, Auszeichnungen, Anmerkungen) | Anmerkungen                                      |
| Jahr | Titel                               | FI | Anmerkungen                                      |
| ---- | ----------------------------------- | --- | ------------------------------------------------ |
| 2008 | Särkyneiden sydänten tie            | FI11 Platin · (23 Wo.)FI |                                                  |
| 2009 | Tulkoon joulu                       | FI1 ×2Doppelplatin · (33 Wo.)FI | 2009 auf Platz 3, erst 2023 und 2024 auf Platz 1 |
| 2010 | Rakkaus päällemme sataa             | FI2 ×2Doppelplatin · (48 Wo.)FI |                                                  |
| 2011 | Pahalta piilossa                    | FI3 Platin · (28 Wo.)FI | Erstveröffentlichung: 17. Oktober 2011           |
| 2013 | Hän tanssi kanssa enkeleiden        | FI1 Platin · (27 Wo.)FI | Erstveröffentlichung: 18. Januar 2013            |
| 2013 | Pohjantuuli                         | FI1 Platin · (60 Wo.)FI | Erstveröffentlichung: 1. November 2013           |
| 2014 | Joulun henki                        | FI4 Platin · (30 Wo.)FI | Erstveröffentlichung: 7. November 2014           |
| 2015 | Täydellinen elämä – suurimmat hitit | FI6 Gold · (14 Wo.)FI | Erstveröffentlichung: 6. November 2015           |
| 2016 | Sinä olet kaunis                    | FI1 (15 Wo.)FI | Erstveröffentlichung: 30. September 2016         |
| 2019 | Ihmisen poika                       | FI3 (9 Wo.)FI | Erstveröffentlichung: 8. November 2019           |
| 2020 | Iltalauluja                         | FI2 (… Wo.)FI | Erstveröffentlichung: 8. Mai 2020                |
| 2021 | Tämä maailma tarvitsee joulun       | FI1 (15 Wo.)FI | Erstveröffentlichung: 5. November 2021           |
| 2024 | Seuraavassa elämässä                | FI1 (7 Wo.)FI | Erstveröffentlichung: 22. März 2024              |

### Singles
| Jahr | Titel Album                                               | Höchstplatzierung, Gesamtwochen, AuszeichnungChartsChartplatzierungen (Jahr, Titel, Album, Platzierungen, Wochen, Auszeichnungen, Anmerkungen) | Anmerkungen                                                                                              |
| Jahr | Titel Album                                               | FI | Anmerkungen                                                                                              |
| --- | --------------------------------------------------------- | --- | --- |
| 2009 | Hento kuiskaus –                                          | FI11 Gold · (2 Wo.)FI | |
| 2009 | Hei mummo –                                               | FI5 (4 Wo.)FI | Joulutarina-Soundtrack                                                                                   |
| 2009 | Tulkoon joulu –                                           | FI5 (23 Wo.)FI | Höchstplatzierung: 2025                                                                                  |
| 2010 | Jos menet pois Rakkaus päällemme sataa                    | FI17 (2 Wo.)FI | |
| 2010 | Jos mikään ei riitä Rakkaus päällemme sataa               | FI16 (2 Wo.)FI | |
| 2016 | Päästä mut pois Vain elämää - kausi 5 ensimmäinen kattaus | FI15 (4 Wo.)FI | Erstveröffentlichung: 30. September 2016 aus Staffel 5 von Vain elämää                                   |
| 2021 | Teipillä tai rakkaudella –                                | FI20 (1 Wo.)FI | Erstveröffentlichung: 8. Oktober 2021 2019 ein Top-10-Hit für Abreu aus Staffel 12 von Vain elämää       |
| 2021 | Miten sydämet toimii? –                                   | FI18 (1 Wo.)FI | Erstveröffentlichung: 15. Oktober 2021 im Original von Anssi Kela (2013) aus Staffel 12 von Vain elämää  |
| 2021 | Jättiläinen –                                             | FI20 (2 Wo.)FI | Erstveröffentlichung: 19. November 2021 2018 ein Nummer-1-Hit für Pyhimys aus Staffel 12 von Vain elämää |
| 2023 | Seuraavassa elämässä                                      | FI25 (2 Wo.)FI | Erstveröffentlichung: 29. September 2023                                                                 |
| Folgende Lieder erschienen nicht als Single, wurden aber durch das Album zum Download und Streaming bereitgestellt und konnten somit eine Platzierung erlangen: |                                                           | | |
| |                                                           | | |
| 2023 | Varpunen jouluaamuna Tulkoon joulu                        | FI28 (2 Wo.)FI | |
| 2023 | Avaruus Tämä maailma tarvitsee joulun                     | FI37 (1 Wo.)FI | |

Weitere Singles
- 2007: Sanoja vaan
- 2007: Valkoinen valhe
- 2008: Särkyneiden sydänten tie
- 2009: Kylmät enkelit
- 2011: Elävänä haudattu
- 2011: Täävalssi (Neljänsuora feat. Suvi Teräsniska)
- 2011: Pahalta piilossa
- 2012: Tyhjässä huoneessa
- 2012: Rakkaus on lumivalkoinen
- 2013: Pettävällä jäällä (Suvi & Oskari Teräsniska)
- 2013: Täydellinen elämä
- 2013: Vaiettu rakkaus
- 2014: Jos olisin mun mies
- 2014: Taivas sylissäni